# Wallau (Schriftart)

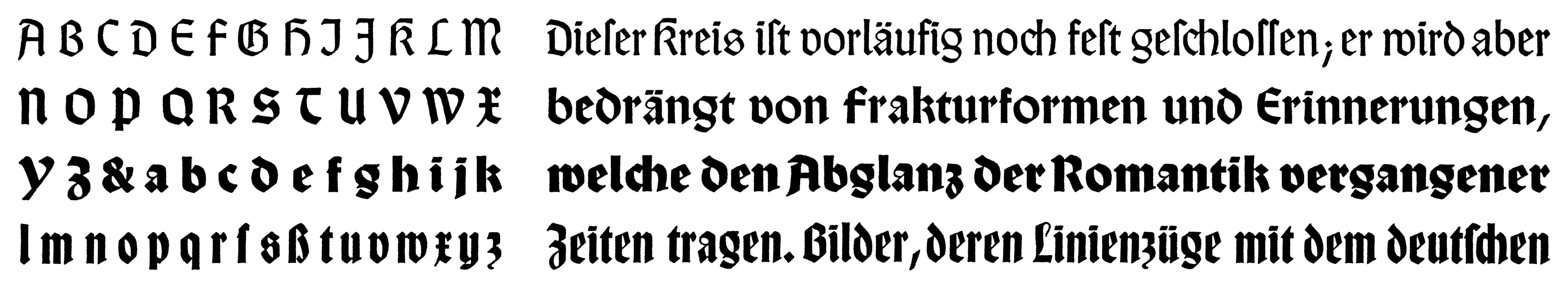
Schriftprobe

Wallau ist eine Familie gebrochener Grotesk-Schriften, die von dem deutschen Typographen Rudolf Koch entworfen wurde. Sie zeichnet sich durch unaufdringliche Serifen und klare Kontraste in der Linienstärke aus, als wäre sie mit einer breiten Feder gezeichnet, mit einer Mischung aus Kurven und relativ weichen Brechungen der Linienformen. Um auch als Brotschrift geeignet zu sein, hat sie – im Sinne einer guten Leserlichkeit – einfache und offene Buchstabenformen.
Koch begann 1924 mit der Gestaltung. Über einen Zeitraum von fünf Jahren veröffentlichte Koch dreierlei Strichstärken und einen schmalen Schnitt, beginnend 1930 mit dem halbfetten Schnitt, herausgegeben von der Schriftgießerei Gebrüder Klingspor in Offenbach. Zusätzlich fertigte er zwei Sätze von Großbuchstaben an: Unziale und gebrochene („deutsche“) Versionen, letztere wohl nach einem italienischen Rotunda-Vorbild aus dem 14. Jahrhundert.
Sie wurde wohl zu Ehren des Druckers Heinrich Wallau benannt, der 1885 die fetteren und „ungemein deutlichen“ Formen des Rundgotischen als Grundlage für eine „deutschnationale Schrift“ vorschlug und mit einem der Gießereibesitzer befreundet war. Nach einer anderen Version verweist der lutheranische Koch mit dem Namen auf ein besonders (lange) evangelisches Dorf in der Region seines Schaffensortes.
Wallau wurde zu einer Zeit entworfen, als das Interesse an gebrochenen Schriftformen wieder auflebte. Obwohl Koch früh mit den Nationalsozialismus sympathisierte und die Kategorie der gebrochenen Groteskschriften und auch seine Entwürfe bei den Nazis bis zu Hitlers Verbot im Jahr 1941 sehr beliebt waren, ist die Veröffentlichung der Wallau-Schrift doch eindeutig vor der Nazizeit erfolgt. Sie hat mehrere digitale Neuauflagen von unterschiedlicher Qualität und Vollständigkeit erfahren; allerdings deckt keine die gesamte Familie ab.